# Hyalurga domingonis
Hyalurga domingonis är en fjärilsart som beskrevs av Butler 1876. Hyalurga domingonis ingår i släktet Hyalurga och familjen björnspinnare. Inga underarter finns listade i Catalogue of Life.